# کیم میانگ سوک
کیم میانگ سوک (انگلیسی: Kim Myong-suk؛ زادهٔ ۱۴ آوریل ۱۹۴۷) بازیکن والیبال اهل کره شمالی است.